# ڜ
ڜ‬ – litera rozszerzonego alfabetu arabskiego, powstała poprzez połączenie arabskiej litery س‬ z sześcioma kropkami. Wykorzystywana jest w języku wachańskim. Oznacza dźwięk [ʂ], tj. spółgłoskę szczelinową z retrofleksją bezdźwięczną. 

## Postacie litery
| Postać: | izolowana | końcowa | środkowa | początkowa |
| ------- | --------- | ------- | -------- | ---------- |
| Wygląd: | ڜ‬         | ـڜ‬      | ـڜـ‬      | ڜـ‬         |

## Kodowanie
| Znak                   | ڜ                                       | ڜ                                       |
| ---------------------- | --------------------------------------- | --------------------------------------- |
| Nazwa w Unikodzie      | Arabic Letter Seen With Four Dots Above | Arabic Letter Seen With Four Dots Above |
| Kodowanie              | dziesiątkowo                            | szesnastkowo                            |
| Unicode                | 1692                                    | U+069C                                  |
| UTF-8                  | 218 156                                 | da 9c                                   |
| Odwołania znakowe SGML | &#1692;                                 | &#x069C;                                |